# Aelita (film)
Aelita (ros. Аэлита) – radziecki film niemy wyreżyserowany przez Jakowa Protazanowa. Wyprodukowany w 1924 roku. Oparty na powieści Aleksieja Tołstoja. Film rozgrywa się w futurystycznej scenografii i kostiumach, nad stworzeniem obydwu czuwała Nadieżda Łamanowa, pod jej opieką pracowali Aleksandra Ekster (kostiumy) i Wiktor Simonow (scenografia). Film został nakręcony w wytwórni Mieżrabpom-Ruś. 
Akcja filmu rozgrywa się w 1921 roku częściowo w ZSRR, a częściowo na Marsie. Sceny na Marsie rozgrywają się w dekoracjach zaprojektowanych przez Isaaka Rabinowicza i Aleksandrę Ekster.
Parodią filmu jest krótkometrażowa animacja Rewolucja międzyplanetarna (1924) nawiązująca do rewolucji na Marsie.

## Fabuła

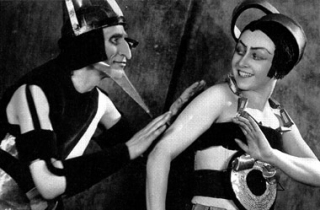
Fotos z filmu

Film składa się z dwóch głównych wątków oraz licznych wątków pobocznych.  
Liczne wątki poboczne ukazują, w mniej lub bardziej luźnym skojarzeniach z głównymi, Rosję z czasów między rewolucją a NEPem, w którego okresie akcja się rozgrywa. Naturalistyczne sekwencje przedstawiają zubożałych, wygłodniałych ludzi na ulicach Moskwy, uchodźców w stanie szoku na moskiewskim Dworcu Kurskim, rannych i zdesperowanych żołnierzy frontowych, ciasnotę i beznadziejność „zagęszczonych” mieszkań komunalnych.  
Główny, realistyczny wątek to historia młodego moskiewskiego inżyniera nazwiskiem Łoś,  zaangażowanego w „budowę nowej Rosji”. Łoś, krótko po ślubie, otrzymuje często wielomiesięczne nakazy pracy w odległych częściach Rosji, podczas gdy jego żona Natasza zostaje w Moskwie. Łoś zaczyna podejrzewać żonę o niewierność - z czasem te podejrzenia przeradzają się w obsesję. 
Gdy Łoś pracował w Moskwie, projektował w wolnych chwilach z przyjacielem, inżynierem Spiridonowem, statek kosmiczny będący w stanie polecieć na Marsa. Na odległej budowie na wschodzie Rosji Łoś dostaje list od Spiridonowa, w którym kolega informuje go o swojej emigracji na Zachód i o schowku, w którym ukrył na wpół ukończoną dokumentację statku kosmicznego. 
Łoś wyrusza do Moskwy, by kontynuować dzieło przyjaciela. Po przyjeździe idzie do swojego mieszkania. Tam ulega złudzeniu, że Natasza zdradza go właśnie z sublokatorem. Inżynier pod wpływem emocji halucynuje, że strzela do żony raniąc ją śmiertelnie. Ucieka, ale traci coraz bardziej kontakt z rzeczywistością. W swoich fantazjach na jawie przyjmuje tożsamość Spiridonowa, buduje w rekordowym tempie statek kosmiczny i startuje w kierunku Marsa. Na pokładzie obok inżyniera jest jeszcze dokooptowany ad hoc Gusiew, były kawalerzysta Budionnego, oraz przez przypadek niejaki Krawcow, śledzący Łosia niezbyt rozgarnięty detektyw amator. 
W tym miejscu zaczyna dominować drugi, fantastyczny wątek, który pojawia się już na początku filmu. Królowa Marsa imieniem Aelita korzysta z teleskopu wynalezionego przez nadwornego konstruktora, oglądając w olbrzymim zbliżeniu Ziemię. Królowa zakochuje się platonicznie w inżynierze Łosiu. Atrakcyjna monarchini pełni na swej planecie jedynie funkcję reprezentacyjną; Marsem rządzi kanclerz imieniem Tuskub oraz podległa mu Rada Starszych. System państwowy jest brutalny – robotnicy nigdy nie opuszczają podziemnych fabryk, zamiast zwolnień z pracy przy redukcjach stosuje się „zamrożenie”, faktycznie karę śmierci. Aelita marzy o spotkaniu z Ziemianinem. Tuskub i Rada Starszych dowiadują się, że w stronę Marsa leci rakieta z Ziemi, i rozkazują zabić „obcych” zaraz po lądowaniu. 
Aelita odwraca uwagę siepaczy Tuskuba i wprowadza Łosia i Gusiewa do futurystycznego pałacu. Krawcow tymczasem pada ofiarą własnej głupoty i zostaje aresztowany. Aelita jest pod wrażeniem mężczyzny z Ziemi i jego – na Marsie nieznanych – pocałunków i proponuje inżynierowi współudział w absolutnych rządach. Łoś się waha. Tymczasem Gusiew, próbując odbić uwięzionego Krawcowa, wywołuje tumult, w którym ginie dyktator Tuskub. Gusiew wygłasza spontaniczną, propagandową mowę, zachęcając Marsjan do wywołania przewrotu komunistycznego na wzór rewolucji październikowej 1917. Uzbrojony tłum szturmuje pałac Aelity: scena jest oczywistą aluzją do szturmu na Pałac Zimowy. Aelita początkowo przyłącza się do rewolucjonistów, ale wnet udaje się jej przeciągnąć armię na swoją stronę, po czym rozkazuje otworzyć ogień do tłumu. Inżynier Łoś strąca Aelitę ze schodów. 
Tu fantastyczny wątek ustępuje znów realistycznemu. Cała historia z morderstwem żony, z lotem na Marsa, z Aelitą i rewolucją okazuje się wytworem fantazji inżyniera. Łoś odzyskuje kontakt z rzeczywistością: jest w Moskwie, wraca do Nataszy, małżonkowie padają sobie w objęcia. Inżynier wrzuca do ognia plany statku kosmicznego i oświadcza żonie, że dla dobra ich obojga będzie się odtąd poświęcał bardziej realistycznym marzeniom. 

## Obsada
- Julija Sołncewa – Aelita
- Nikołaj Batałow – Gusiew, czerwonoarmista
- Nikołaj Cereteli – inżynier Łoś & Spiridonow
- Igor Iljinski – Krawcow
- Aleksandra Pieriegoniec – Ichoszka, dama dworu Aelity
- Konstantin Eggert – Tuskub, Król Marsa
- Jurij Zawadski – Gor, marsjański strażnik energii
- Iosif Tołczanow – marsjański astronom
- Paweł Pol – Ehrlich
- Wiera Orłowa – Masza, narzeczona Gusiewa
- Walentina Kuindżi – Natasza Łoś
- Naum Rogożin – angielski oficer
- Władimir Uralski – żołnierz
- Michaił Żarow
- Galina Krawczenko